# Thor Rothstein
Thor Christian Rothstein, född 20 oktober 1864 i Kristianstad, död 19 februari 1937 i Chicago, var en svenskamerikansk läkare och neurolog.
Thor Rothstein var son till kontraktsprosten och kyrkoherden Carl Christian Rothstein. Han blev student vid Lunds universitet 1884, medicine kandidat vid Karolinska Institutet 1891 och medicine licentiat där 1897. Efter att 1895–1896 varit amanuens vid Serafimerlasarettets nervklinik utvandrade han 1897 till USA, först till Minneapolis och 1898 till Chicago, där han innehade olika lärarbefattningar i neurologi. Han blev research assistant 1903, instructor 1904, assistant vid Rush Medical College 1905, associate där 1908, assistant professor samma år, associate professor 1910 och professor 1911, allt vid samma College.